# Lady Marmalade
"Lady Marmalade" es una canción escrita por Bob Crewe y Kenny Nolan,  grabada originalmente, y por primera vez, por el grupo disco de Nolan, The Eleventh Hour, aunque sin demasiada repercusión. La canción es famosa por el estribillo repetido de "Voulez-vous coucher avec moi?" en francés como parte del coro, una línea sexualmente sugerente que se traduce como "¿Quieres acostarte conmigo?". La canción se convirtió por primera vez en un éxito popular cuando fue grabada en 1974 por el grupo estadounidense de R&B, Labelle y ocupó el puesto número uno en la lista Billboard Hot 100 durante una semana, y también encabezó la lista nacional de singles RPM canadiense. En 2021, la Biblioteca del Congreso seleccionó la versión de Labelle para su conservación en el Registro Nacional de Grabaciones por ser "cultural, histórica o artísticamente significativa".
La canción ha tenido muchas versiones a lo largo de los años. En 1998, el grupo de chicas All Saints lanzó una versión de la canción que alcanzó el puesto número uno en la lista de singles del Reino Unido. La versión de 2001 de las cantantes Christina Aguilera, Mýa, Pink y la rapera Lil' Kim, grabada para la banda sonora de Moulin Rouge!, fue un éxito número uno en Billboard Hot 100 durante 5 semanas, y también un éxito número uno en el Reino Unido. "Lady Marmalade" fue la novena canción en alcanzar el número uno por dos listas musicales diferentes en Estados Unidos.

## Historia

### Versión de LaBelle
«Lady Marmalade» fue escrita por Bob Crewe y Kenny Nolan. La cantante principal de LaBelle, Patti LaBelle, fue quien introdujo la idea de una mujer conocida como «lady Marmalade» quien seducía a un hombre en las calles de Nueva Orleans. La frase Voulez-vous coucher avec moi (ce soir) ? es una invitación a mantener relaciones sexuales. 
La canción ha sido objeto de numerosas versiones, siendo la primera de la que tenemos noticia por la cantante austriaca Gisela Wuchinger (Gilla) en el mismo 1975 (sencillo Hansa 13 859 AT). En dicha versión la frase clave en francés era repetida a continuación en inglés: Do you want to sleep with me tonight? En 1988, la cantante de pop italiana Sabrina Salerno realizó su versión la cual llegó a ingresar en las listas de Francia y los Países Bajos. Otra versión fue grabada en 1991 por la cantante Sheila E. para el álbum Sex Cymbal en una edición cercana a un sonido de jazz. En 1995 la banda Boogie Knights realizó una nueva versión de la canción, siendo interpretada por el cantante de la banda, Jeff Scott Soto. En 1998 se hizo una tercera versión por el grupo de pop inglés, All Saints como parte de un doble _lado a_ del sencillo «Under the Bridge», el cual ocupó el número uno del Top 40 en el Reino Unido. Esta versión contiene diferentes letras para algunos versos; las únicas letras que se conservaron de la canción original fueron las del estribillo. 
En el año 2001 las cantantes Christina Aguilera, Lil' Kim, Mýa y Pink hicieron una nueva versión para colaborar con la banda sonora de la película Moulin Rouge. La canción se convirtió en un éxito, llegando al puesto número 1 en la lista Billboard Hot 100 en los Estados Unidos, y pasó cinco semanas en la cima de la tabla.
La versión de Labelle aparece en varias películas, como The Long Kiss Goodnight, Dick y Jacob's Ladder.

## Listas
| Lista (1974-1975)                          | Mejor posición |
| ------------------------------------------ | -------------- |
| Austria (Ö3 Austria Top 40)                | 38             |
| Bélgica (Flandes) (Ultratop 50)            | 2              |
| Canadá (RPM Top Singles Chart)             | 1              |
| Estados Unidos (Billboard Hot 100)         | 1              |
| Estados Unidos (Hot R&B/Hip-Hop Songs)     | 1              |
| Estados Unidos (Hot Dance Music/Club Play) | 7              |
| Italia (Italian Single Chart)              | 5              |
| Nueva Zelanda (Recorded Music NZ)          | 21             |
| Países Bajos (Dutch Top 40)                | 1              |
| Reino Unido (UK Singles Chart)             | 17             |

| Anterior: «My Eyes Adored You» de Frankie Valli               | Billboard Hot 100 — Sencillo Nro 1 23 de marzo de 1975 — 29 de marzo de 1975    | Siguiente: «Lovin' You» de Minnie Riperton            |
| Anterior: «I Belong to You» de Love Unlimited                 | Billboard Hot Soul — Sencillo Nro 1 22 de febrero de 1975 — 1 de marzo de 1975  | Siguiente: «Shame, Shame, Shame» de Shirley & Company |
| Anterior: «I Can Help» de Billy Swan                          | Dutch Top 40 — Sencillo Nro 1 1 de febrero de 1975 — 1 de marzo de 1975         | Siguiente: «100 Years» de Joey Dyser                  |
| Anterior: «'Have You Never Been Mellow» de Olivia Newton-John | RPM Top Singles Chart — Sencillo Nro 1 29 de marzo de 1975 — 4 de abril de 1975 | Siguiente: «No No Song» de Ringo Starr                |

### Versión de All Saints
| Conteo (1998)                   | Mejor posición |
| ------------------------------- | -------------- |
| Alemania (Media Control AG)     | 87             |
| Canadá (Canadian Singles Chart) | 11             |
| Francia (SNEP)                  | 28             |
| Reino Unido (UK Singles Chart)  | 1              |
| Suiza (Schweizer Hitparade)     | 45             |

| Predecesor: «All That I Nedd» de Boyzone «Turn Back Time» de Aqua | UK Singles Chart — Sencillo Nro 1 9 de mayo de 1998 — 16 de mayo de 1998 23 de mayo de 1998 — 30 de mayo de 1998 | Sucesor: «Turn Back Time» de Aqua «Feel It» de The Tamperer featuring Maya |

## Lista de canciones
- LaBelle 7" single #1

1. «Voulez-vous coucher avec moi ce soir? (Lady Marmalade)» — 3:14
2. «It Took a Long Time" — 4:04

- LaBelle 7" single #2

1. «Voulez-vous coucher avec moi ce soir? (Lady Marmalade)» — 3:14
2. «Space Children» — 3:04

- All Saints CD maxi single

1. «Lady Marmalade» (98 mix) — 4:02
2. «Lady Marmalade» (Mark’s Miami Madness mix) — 7:55
3. «Lady Marmalade» (Sharp South Park vocal remix) — 8:09
4. «Lady Marmalade» (Henry & Hayne’s La Jam mix) — 6:47